# Liesjärvi (sjö i Alavo, Södra Österbotten)
Liesjärvi är en sjö i kommunen Alavo i landskapet Södra Österbotten i Finland. Sjön ligger 165,7 meter över havet. Den är 12 meter djup. Arean är 54 hektar och strandlinjen är 8,57 kilometer lång. Sjön  ingår i Lappo å huvudavrinningsområde.   Den ligger omkring 58 kilometer öster om Seinäjoki och omkring 280 kilometer norr om Helsingfors. 
I sjön finns ön Hevossaari. 